# مصمص (أسوان)
قرية مصمص هي إحدى القرى التابعة لمركز نصر النوبة في محافظة أسوان في جمهورية مصر العربية.